# Skanska
 Skanska é uma empresa de construção da Suécia, em 2015 era a quinta maior construtora do mundo.
A companhia foi fundada por Rudolf Fredrik Berg em 1887 com o nome de Aktiebolaget Skånska Cementgjuteriet e atua em fabricação de produtos de concreto, cerca de 10 anos depois de sua fundação a empresa mudou de setor e passou a ser uma construtora, a Skanska iniciou suas operações internacionais em 1897 com um contrato com a Companhia Telefônica do Reino Unido pra a construção de cerca de 100 KM de uma rede de linha de energia elétrica, após a conclusão dessa obra a Skanska passou a atuar fortemente no mercado internacional de construção, nas décadas de 1930 e 1940 boa parte dos grande projetos de infraestrutura nos países nórdicos foram feitos pela Skanska.

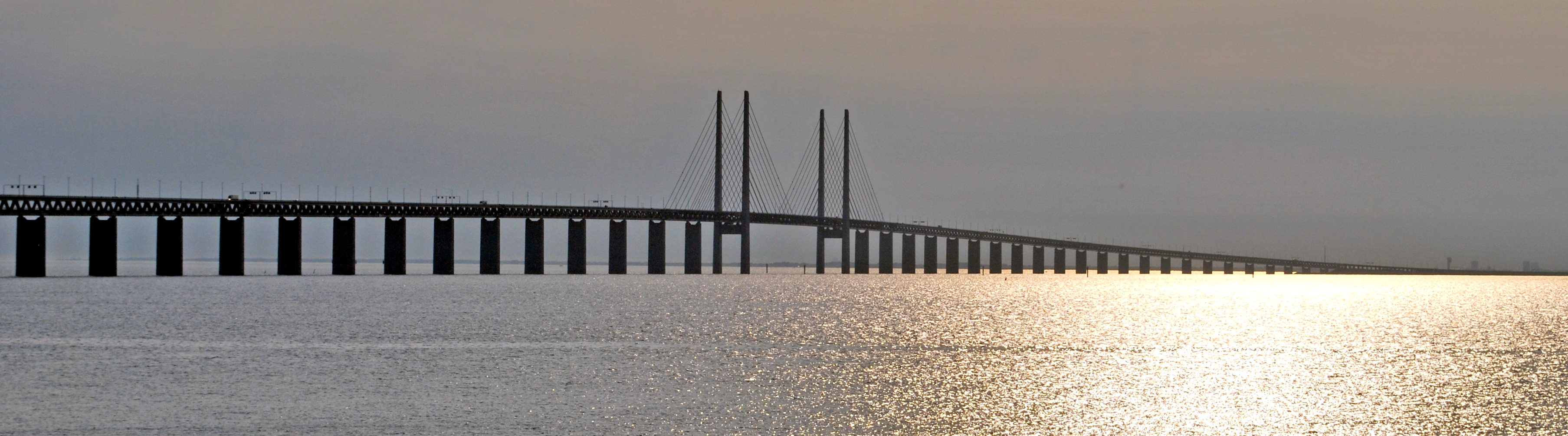
Ponte do Øresund inaugurada em 2000 foi construída pela Skanska.

Desde 1965 a Skanska é cotada na Bolsa de Valores de Estocolmo, e faz parte da OMX-S30, o principal índice da Bolsa Sueca.
Em 1984 a Aktiebolaget Skånska Cementgjuteriet passou a se chamar Skanska e nome que esta até hoje.
Em agosto de 2000 comprou a divisão de construção do conglomerado norueguês Kvaerner por 180 milhões de libras, com essa aquisição a empresa ampliou a sua prescença no Reino Unido e em alguns países da Ásia como Hong Kong e Índia.
No mês de dezembro de 2011 adquiriu 100% da construtora americana Industrial Contractors, Inc. por 145 milhões de dólares.
A Skanska já realizou projetos para grandes empresas globais como a Volvo, Petrobras, Boeing e a Ikea.

## Operações

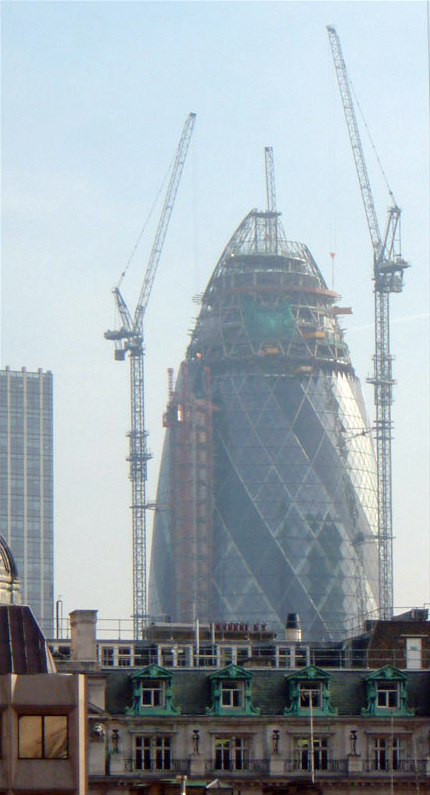
O 30 St Mary Axe que é um dos principais edifícios de Londres foi construído pela Skanska.

A companhia é dividida em quatro segmentos: Construção, Desenvolvimento Residencial, Desenvolvimento de Propriedades Comerciais e Infraestrutura.
- Construção: Atua no ramo de Construção Civil.
- Desenvolvimento Residencial: Constrói residências para venda imediata ou para que pessoas que desejam mudança rápida.
- Desenvolvimento de Propriedades Comerciais: Desenvolve e Constrói imoveis comerciais.
- Infraestrutura: Desenvolve e Constrói grande obras como rodovias, pontes, usinas, hospitais entre outros.

## Grandes Projetos
Entre os grandes projetos feito pela Skanska estão o edifício 30 St Mary Axe em Londres que foi inaugurado em 2004, estadio de Futebol americano MetLife Stadium inaugurado em abril de 2010, Ponte do Øresund, uma enorme ponte que liga a Dinamarca com a Suécia e aberta em 2000.